# Costume du médecin de peste

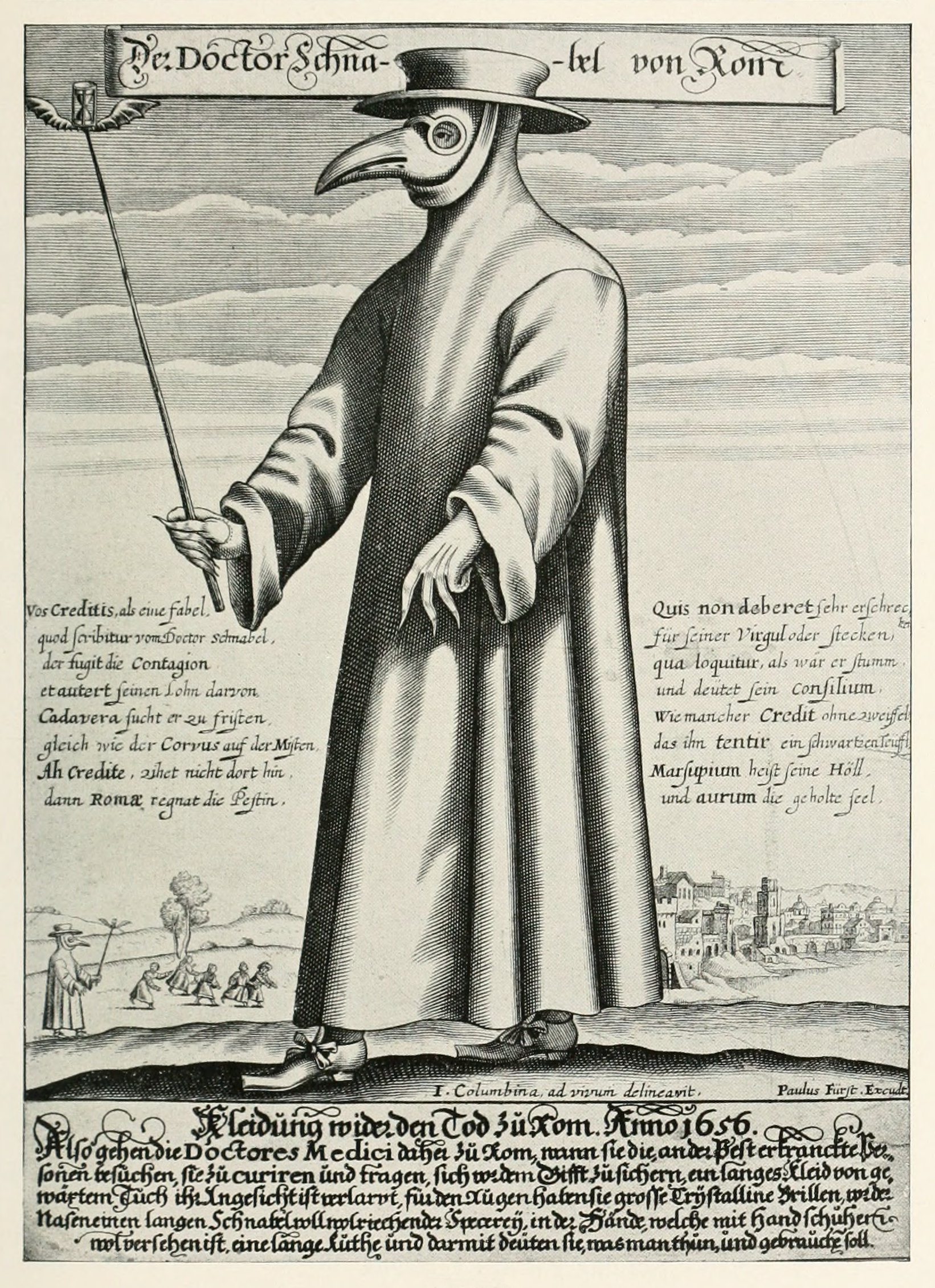
Médecin durant une épidémie de peste à Rome au XVIIe siècle (gravure de Paul Fürst, 1656) : tunique recouvrant tout le corps, gants, bésicles de protection portées sur un masque en forme de bec, chapeau et baguette. Le surnom « Doctor Schnabel » signifie « Docteur bec ».

Le costume du médecin de peste est le vêtement que portait un médecin de peste pour se protéger de l'épidémie. Ce costume se compose typiquement d'une longue tunique faite en lin, en cuir ou en toile cirée descendant jusqu'aux chevilles et enserrant la tête dans une cagoule, d'un masque en forme de bec ressemblant à un oiseau, de gants, bottes et jambières, d'un chapeau noir à large bord et d'une longue cape noire.

## Description
Les médecins de peste du XVIIe siècle qui portaient un masque en forme d'oiseau étaient appelés « médecins bec ». Des sangles maintenaient ce masque de protection à l'avant du nez. Le masque avait des bésicles intégrées et un bec incurvé à deux trous pour la respiration. Le bec pouvait contenir des fleurs séchées (notamment des roses et des œillets), des herbes (notamment la menthe), des épices, du camphre ou une éponge de vinaigre. Le but était d'éloigner les mauvaises odeurs supposées être la cause principale de l'épidémie selon la théorie des miasmes, avant qu'elle ne soit réfutée par la théorie microbienne.
Ils utilisaient des baguettes en bois pour examiner les pestiférés sans les toucher (notamment pour retirer leurs vêtements ou prendre leur pouls).

## Histoire

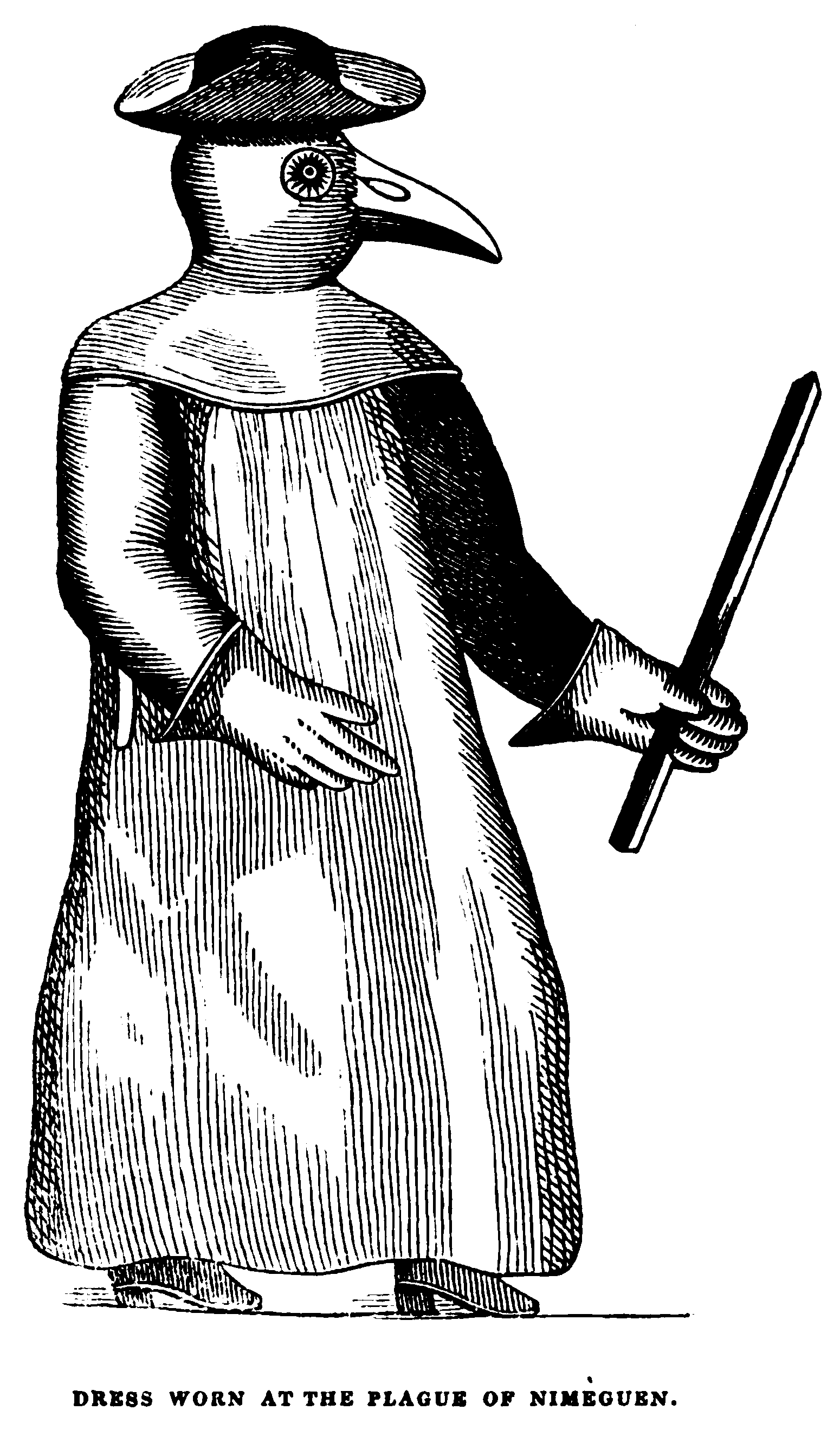
Frontispice du Traité de la peste de Jean-Jacques Manget reproduit en 1841 : médecin visiteur des pestiférés en costume préservateur.

Certains médecins de peste portent un costume spécifique, bien que des sources graphiques montrent une grande variété de vêtements non spécifiques.
Charles Delorme, premier médecin de Louis XIII, imagine en 1619 un costume protecteur de la tête aux pieds, sur le modèle de l'armure du soldat : « le nez long d'un demi pied (16 cm) en forme de bec, rempli de parfums, n'a que deux trous, un de chaque côté à l'endroit des ouvertures du nez naturel ; mais cela peut suffire pour la respiration et pour porter avec l'air qu'on respire l'impression des herbes renfermées plus avant le bec. Sous le manteau, on porte des bottines, faites de maroquin (cuir de bouc et de chèvre) du levant, des culottes de peau unie qui s'attachent aux dites bottines et une chemisette de peau unie, dont on renferme le bas dans les culottes, le chapeau et les gants sont aussi de même peau… des bésicles sur les yeux ». Des recherches récentes ont révélé que des réserves importantes doivent être appliquées en ce qui concerne les affirmations de Delorme. La tunique en lin ou en toile cirée et le cuir constituent sans doute une carapace contre les puces, protection se révélant efficace à l'usage, découverte empirique car ce mode de transmission n'est pas encore connu à l'époque. D'abord utilisé à Paris, son usage se répand ensuite dans toute l'Europe. Des épices et herbes aromatiques (thym, matières balsamiques, ambre, mélisse, camphre, clous de girofle, laudanum, myrrhe, pétales de rose, styrax, vinaigre des quatre voleurs) imprègnent des éponges qui sont enfilées et tassées à l'intérieur du nez le plus souvent en carton bouilli ou en cuir. Une longue tunique faite en cuir (du Levant ou du Maroc) ou en toile cirée est complétée par des jambières, des gants, des bottes et un chapeau, tous faite en cuir ciré. L'ensemble du costume est imprégné avec les mêmes herbes aromatiques que le masque de bec dont l'aspect terrifiant servait aussi à imposer le respect et l'autorité en ces temps troublés de peste.
Le médecin genevois Jean-Jacques Manget, dans son Traité de la peste recueilli des meilleurs auteurs anciens et modernes en 1721, juste après la grande peste de Marseille décrit le costume porté par les médecins de peste à Nimègue en 1636-1637.
Ce costume a été également porté par des médecins pendant la peste de 1656 qui a tué 145 000 personnes à Rome et 300 000 à Naples.

## Culture

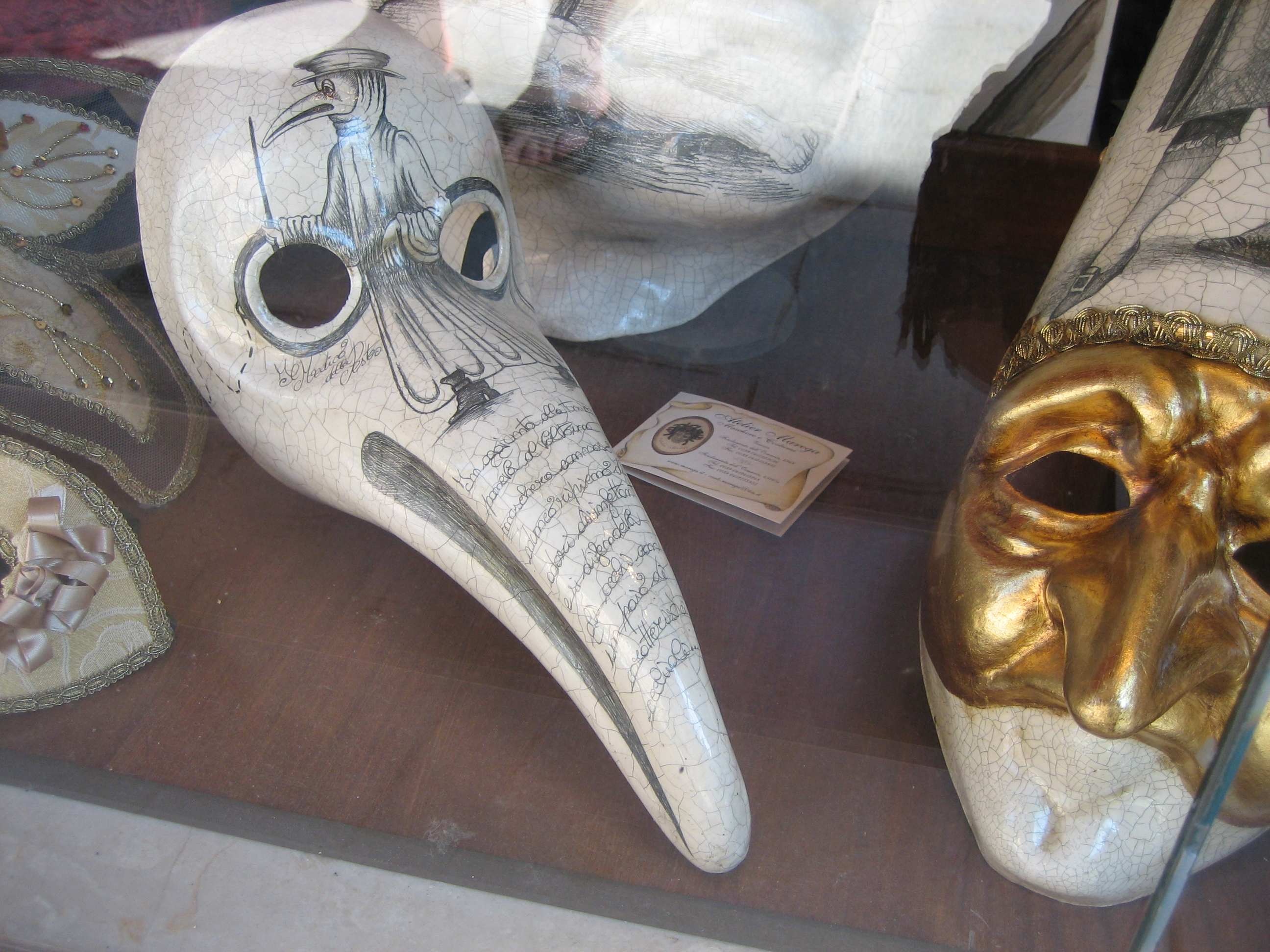
Masque vénitien typique en forme de bec.

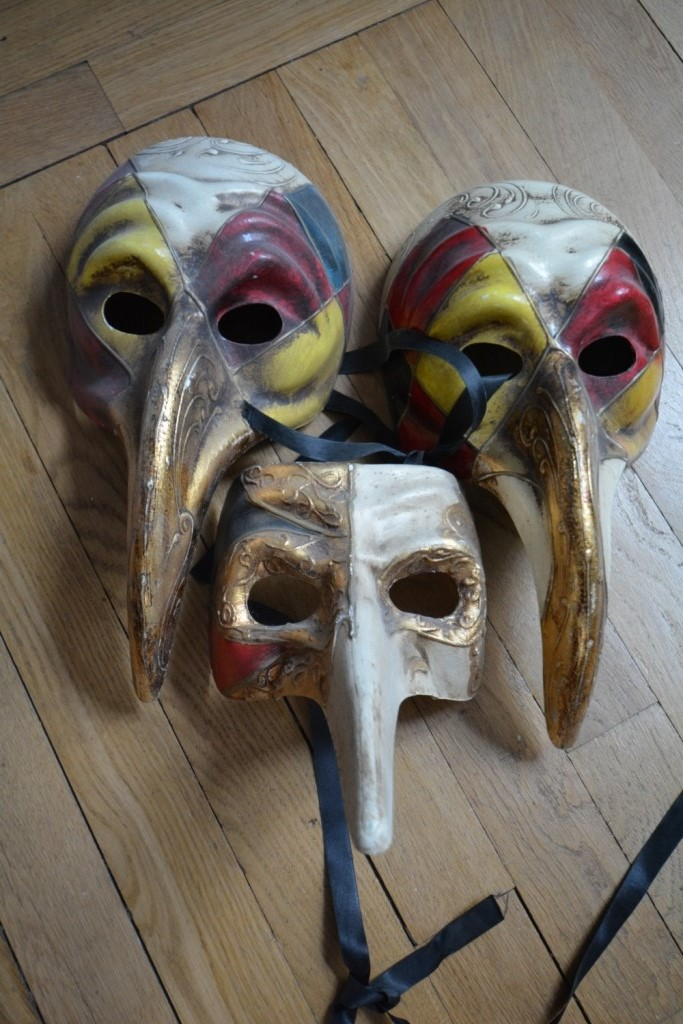
Masques du médecin de la peste, souvent utilisés lors du carnaval de Venise.

Le costume est également associé à un personnage de la commedia dell'arte appelé Il Medico della Peste. Ce personnage porte un masque vénitien typique dont la forme macabre ressemblant à un vautour est due à Charles de Lorme, premier médecin de Louis XIII. Le masque vénitien était normalement blanc, composé d'un bec creux, de deux trous destinés à être recouverts de bésicles de protection.